# Archipel de Jodo
 (juillet 2024).
La mise en forme du texte ne suit pas les recommandations de Wikipédia : il faut le « wikifier ».
Les points d'amélioration suivants sont les cas les plus fréquents. Le détail des points à revoir est peut-être précisé sur la page de discussion.
- Les titres sont pré-formatés par le logiciel. Ils ne sont ni en capitales, ni en gras.
- Le texte ne doit pas être écrit en capitales (les noms de famille non plus), ni en gras, ni en italique, ni en « petit »…
- Le gras n'est utilisé que pour surligner le titre de l'article dans l'introduction, une seule fois.
- L'italique est rarement utilisé : mots en langue étrangère, titres d'œuvres, noms de bateaux, etc.
- Les citations ne sont pas en italique mais en corps de texte normal. Elles sont entourées par des guillemets français : « et ».
- Les listes à puces sont à éviter, des paragraphes rédigés étant largement préférés. Les tableaux sont à réserver à la présentation de données structurées (résultats, etc.).
- Les appels de note de bas de page (petits chiffres en exposant, introduits par l'outil «  Source ») sont à placer entre la fin de phrase et le point final[comme ça].
- Les liens internes (vers d'autres articles de Wikipédia) sont à choisir avec parcimonie. Créez des liens vers des articles approfondissant le sujet. Les termes génériques sans rapport avec le sujet sont à éviter, ainsi que les répétitions de liens vers un même terme.
- Les liens externes sont à placer uniquement dans une section « Liens externes », à la fin de l'article. Ces liens sont à choisir avec parcimonie suivant les règles définies. Si un lien sert de source à l'article, son insertion dans le texte est à faire par les notes de bas de page.
- La présentation des références doit suivre les conventions bibliographiques. Il est recommandé d'utiliser les modèles {{Ouvrage}}, {{Chapitre}}, {{Article}}, {{Lien web}} et/ou {{Bibliographie}}. Le mode d'édition visuel peut mettre en forme automatiquement les références.
- Insérer une infobox (cadre d'informations à droite) n'est pas obligatoire pour parachever la mise en page.

Pour une aide détaillée, merci de consulter Aide:Wikification.
Si vous pensez que ces points ont été résolus, vous pouvez retirer ce bandeau et améliorer la mise en forme d'un autre article.
LArchipel de Jodo (조도군도, 鳥島群島 ) est un archipel situé au large de la côte sud-ouest de la péninsule coréenne. Il appartient à Jodo-myeon 鳥島面, Jindo-gun 珍島郡, Jeollanam-do 全羅南道, République de Corée.
L’archipel est composé de 154 îles regroupées en 6 groupes situées au sud-ouest de Jindo, près de la pointe sud-ouest de la péninsule coréenne :
1. groupe de Jodo[2] (조도군도, 鳥島群島) au centre : Sangjodo上鳥島, Hajodo下鳥島, Daemado 大馬島, Nabaedo 羅拝島
2. groupe de Gasa[3] (가사군도, 加沙群島 Gasagundo) au nord du groupe Seongnam : Gasado 加沙島 , Daesodongdo 大小童島, Jujido 主之島, Yangdeokdo 両徳島, Hyeoldo 穴島, Songdo 松島, Gwangdaedo 広大島
3. groupe de Seongnam[4] (성남군도, 城南群島 Seongnamgundo) au nord du groupe Jodo : Seongnamdo 城南島, Soseongnamdo 小城南島, Okdo 玉島, Baegyado, Yugeumdo, Naebyeongdo 内並島, Oebyeongdo 外並島
4. groupe de Dokgeo[5] (독거군도, 独巨群島 Dokgeogundo) au sud-est et sud du groupe Jodo : Dokgeodo 独巨島, Seuldo 瑟島, Gudo, Gwanmaedo 観梅島, Cheongdeungdo 青藤島
5. groupe de Geocha[6](거차군도, 巨次群島 Geochagundo) au sud-ouest du groupe Jodo : Donggeochado 東巨次島, Mangdo, Bukdo 北島, Sangjukudo 上竹島, Hajukudo 下竹島, Sangsongdo 上松島, Hasongdo 下松島, Songdo 松島, Seogeochado 西巨次島, Hangdo 項島, et
6. groupe de Maenggol[7] (맹골군도, 孟骨群島 Maenggolgundo) plus au sud-ouest du groupe de Geocha : Maenggoldo 孟骨島, Gwakdo 藿島, Myeongdo 明島, Mongdeokdo 蒙徳島, Sojukdo, Jukdo 竹島, Byeogpungdo 屏風島

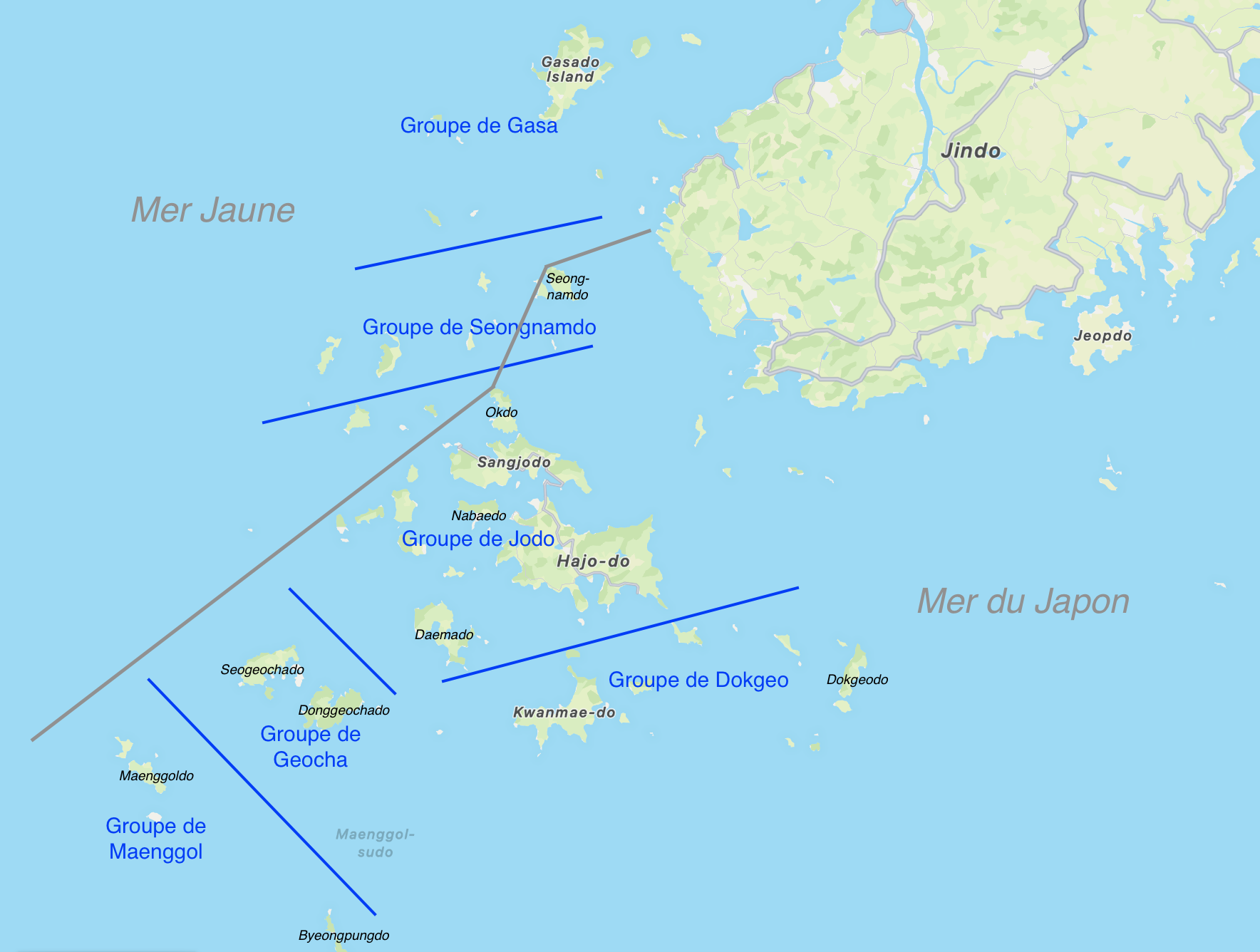
6 groupes de l'archipel de Jodo

Le bureau administratif est situé à Hajodo, et c'est le centre administratif et économique de Jodo-myeon . Hajodo et Sangjodo, situés au nord, sont reliés par le grand pont de Jodo  510 mètres long.
Le nom « Jodo 鳥島 » vient du fait que les nombreuses petites îles (島) dispersées autour ressemblent à une volée d'oiseaux (鳥) . La zone entière est désignée comme parc national de Dadohae-haesan 多島海海上国立公園.